# Бантон, Александра
Александра Кейтлин «Алекс» Бантон (англ. Alexandra Caitlin "Alex" Bunton; род. 13 октября 1993 года в Линкольне, графство Линкольншир, Великобритания) — австралийская профессиональная баскетболистка, которая выступала в женской национальной баскетбольной лиге (ЖНБЛ). На драфте ВНБА 2015 года не была выбрана ни одной из команд. Играла на позиции центровой. Кроме того имеет гражданство Великобритании.
В составе национальной сборной Австралии завоевала серебряные медали чемпионата мира 2018 года в Испании, а также принимала участие на чемпионате мира среди девушек до 19 лет 2011 года в Чили, мундиале среди девушек до 17 лет 2010 года во Франции и летней Универсиаде 2015 года в Кванджу.

## Ранние годы
Александра Бантон родилась 13 октября 1993 года в городе Линкольн (графство Линкольншир), училась она в городе Канберра в колледже Лейк-Джинниндерра, в котором выступала за местную баскетбольную команду.